# Isaac Israëls
Isaac Lazarus Israëls (Amsterdam, 3 de febrer de 1865 - La Haia, 7 d'octubre de 1934), fou un pintor jueu neerlandès, vinculat al moviment de l'Impressionisme d'Amsterdam.
Fill del sofisticat pintor Jozef Israëls, Isaac Israëls va desenvolupar aviat gran talent i interès per l'art, viatjant i pintant des de petit. Entre 1878 i 1880 va estudiar a l'Acadèmia de la Haia, i el 1881, quan només comptava 16 anys, l'artista i col·leccionista Hendrik Willem Mesdag va comprar un quadre seu abans que l'acabés. A més, en aquesta època feu dos retrats —un de la seva àvia i un altre d'una amiga de la família anomenada Nannette Enthoven— que també palesaven la seva habilitat, d'un gran nivell malgrat la seva joventut.
Exceptuant un o dos viatges, des de 1886 va viure a Amsterdam, on aquell any es va matricular a l'Acadèmia d'Art d'Amsterdam per finalitzar la seva formació, però només va ser el primer any perquè considerava que no hi havia massa que poguessin ensenyar-li. Israëls passava sovint els mesos d'estiu amb el seu pare a Scheveningen, on hi pintava marines plenes de color fascinat per la llum canviant del sol i el mar.
Israëls era amic íntim de George Hendrik Breitner. Aquests dos artistes intentaven capturar els fugaços moments de la vida quotidiana de la capital holandesa. Per obtenir aquest sentiment instantani, usaven figures bruscament escurçades. Entre 1903 i 1923 Israëls va passar la major part de la seva vida entre París, Londres, Bali, Surakarta i Jakarta. El 1923 va tornar a la casa dels seus pares a la Haia, on el vell taller del seu pare es va convertir en el seu nou estudi. Allà va fer els seus últims quadres impressionistes de colors lluminosos i brillants.

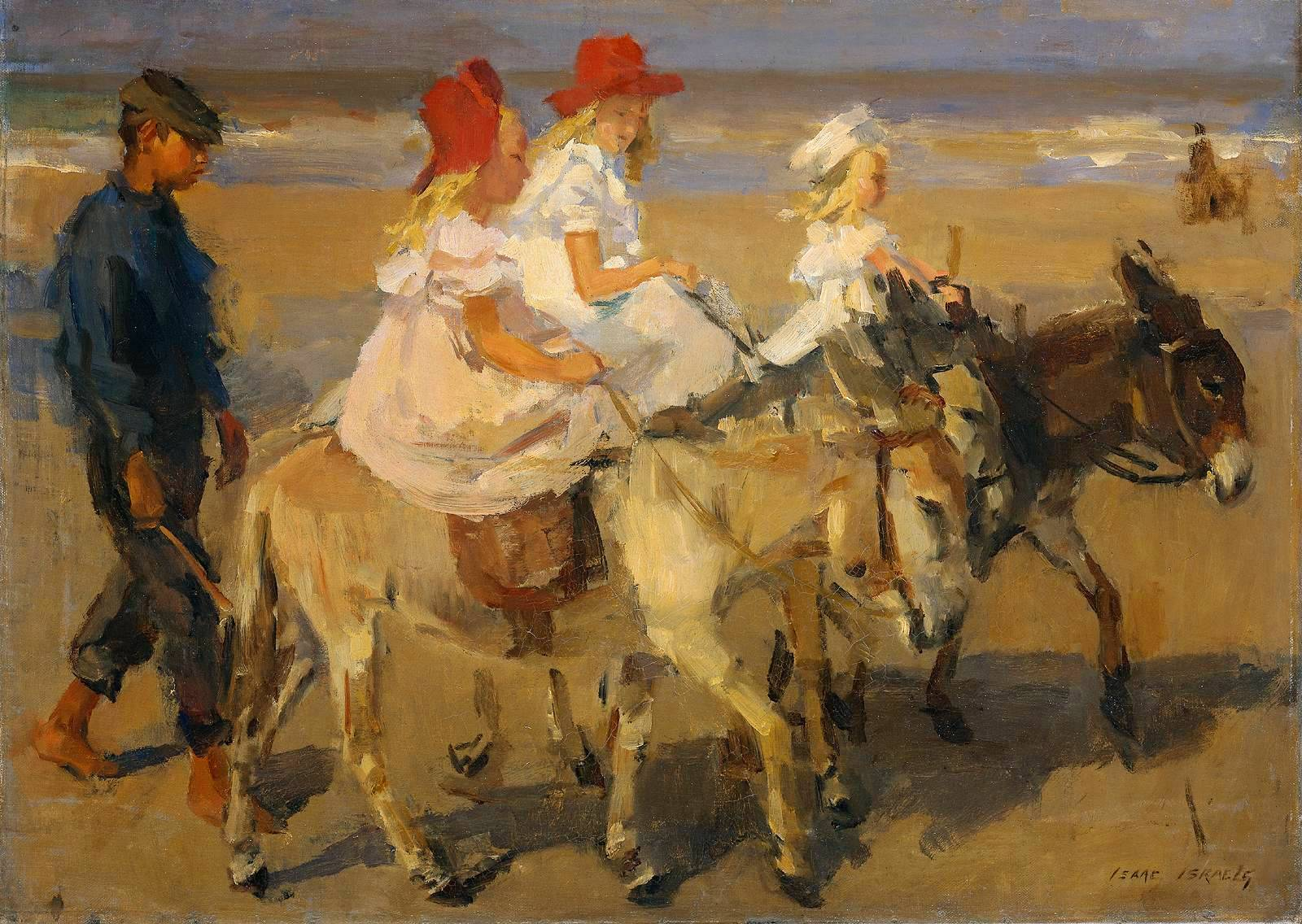
Passejada en burro per la platja.
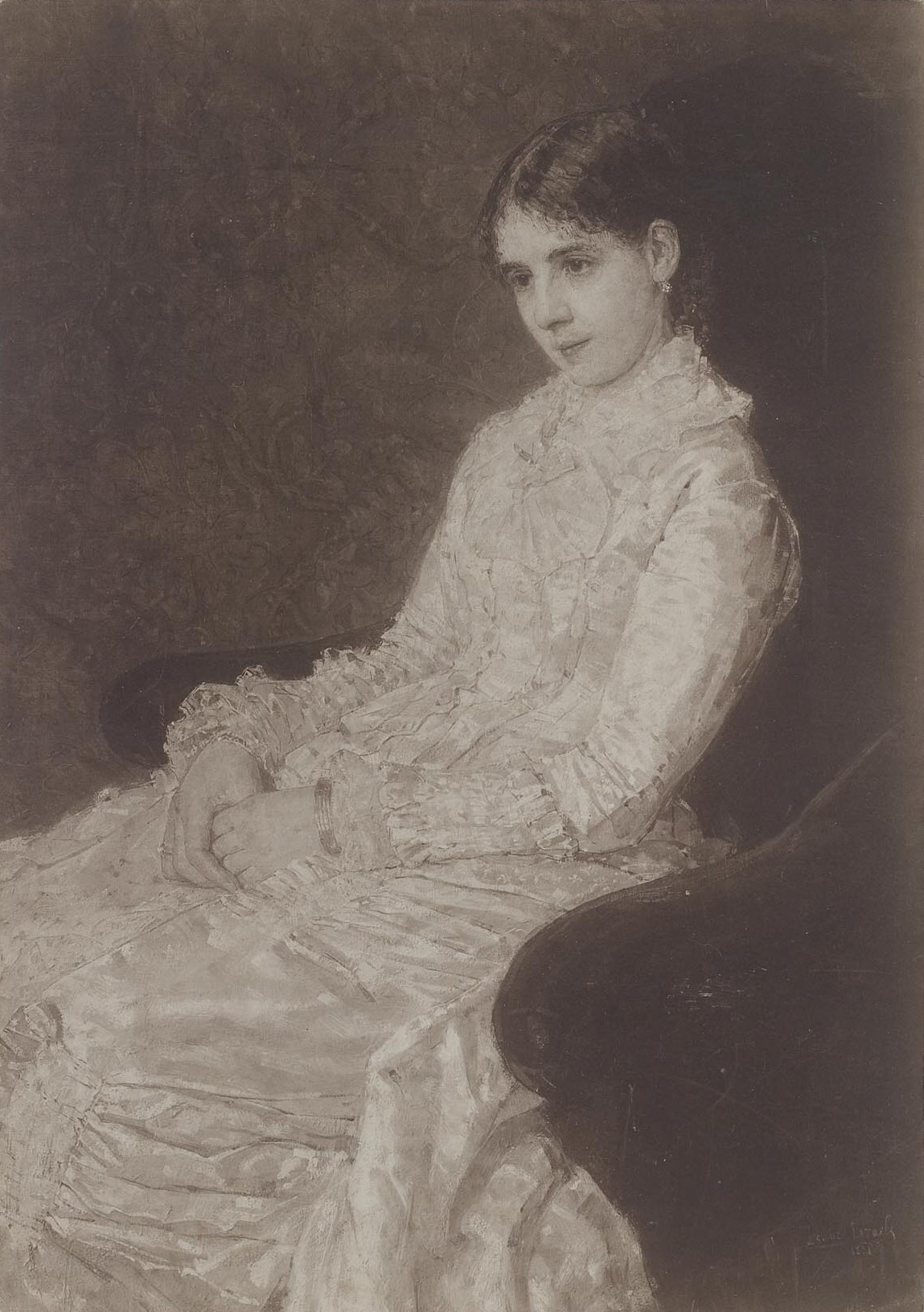
Retrat de Nanette Enthoven, oli sobre tela, 1881.
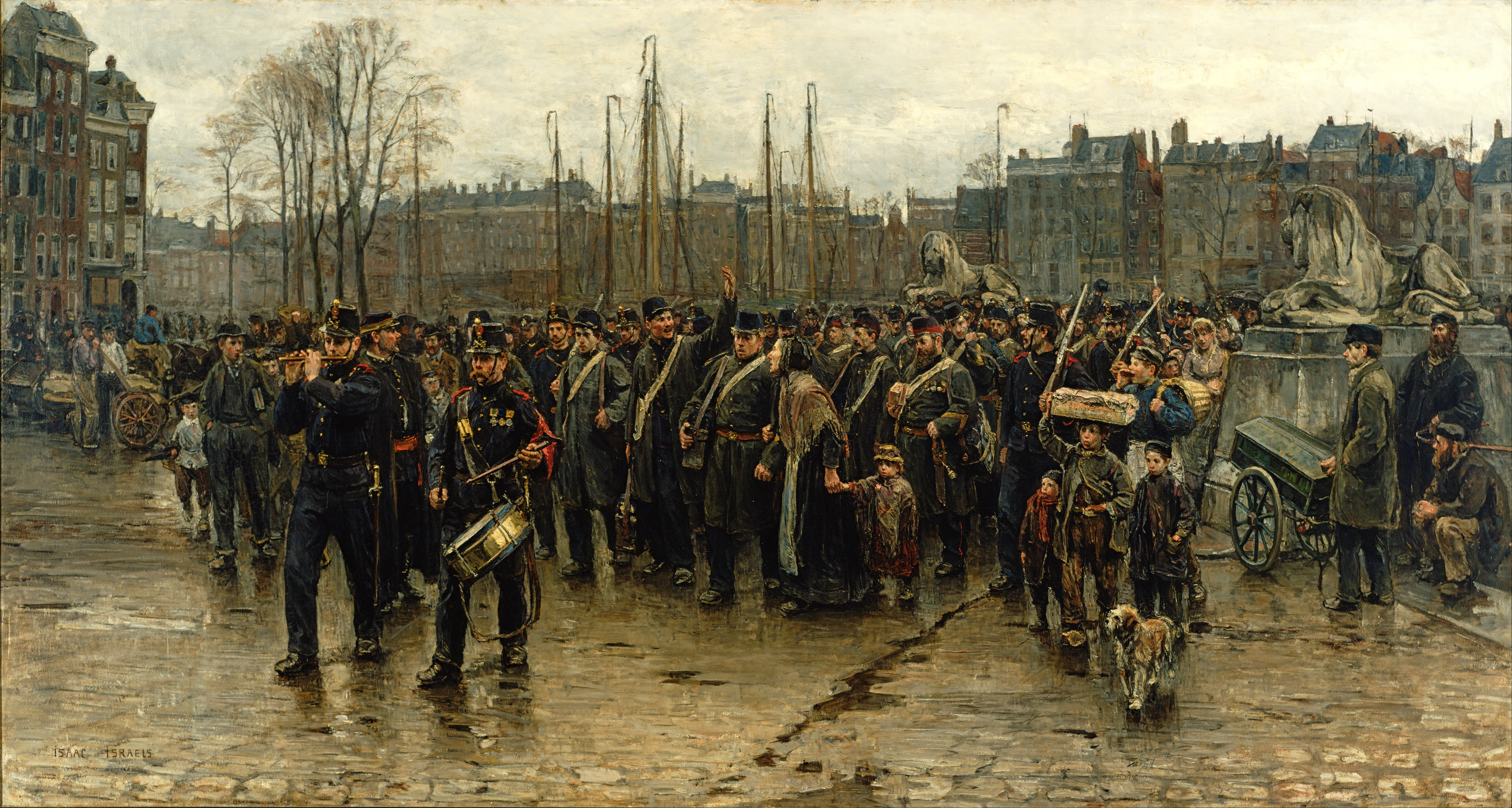
Het transport der kolonialen (1883-4), mostrant l'armada reial holandesa de les índies orientals passant per Rotterdam per embarcar cap a les Antilles Holandeses de l'est
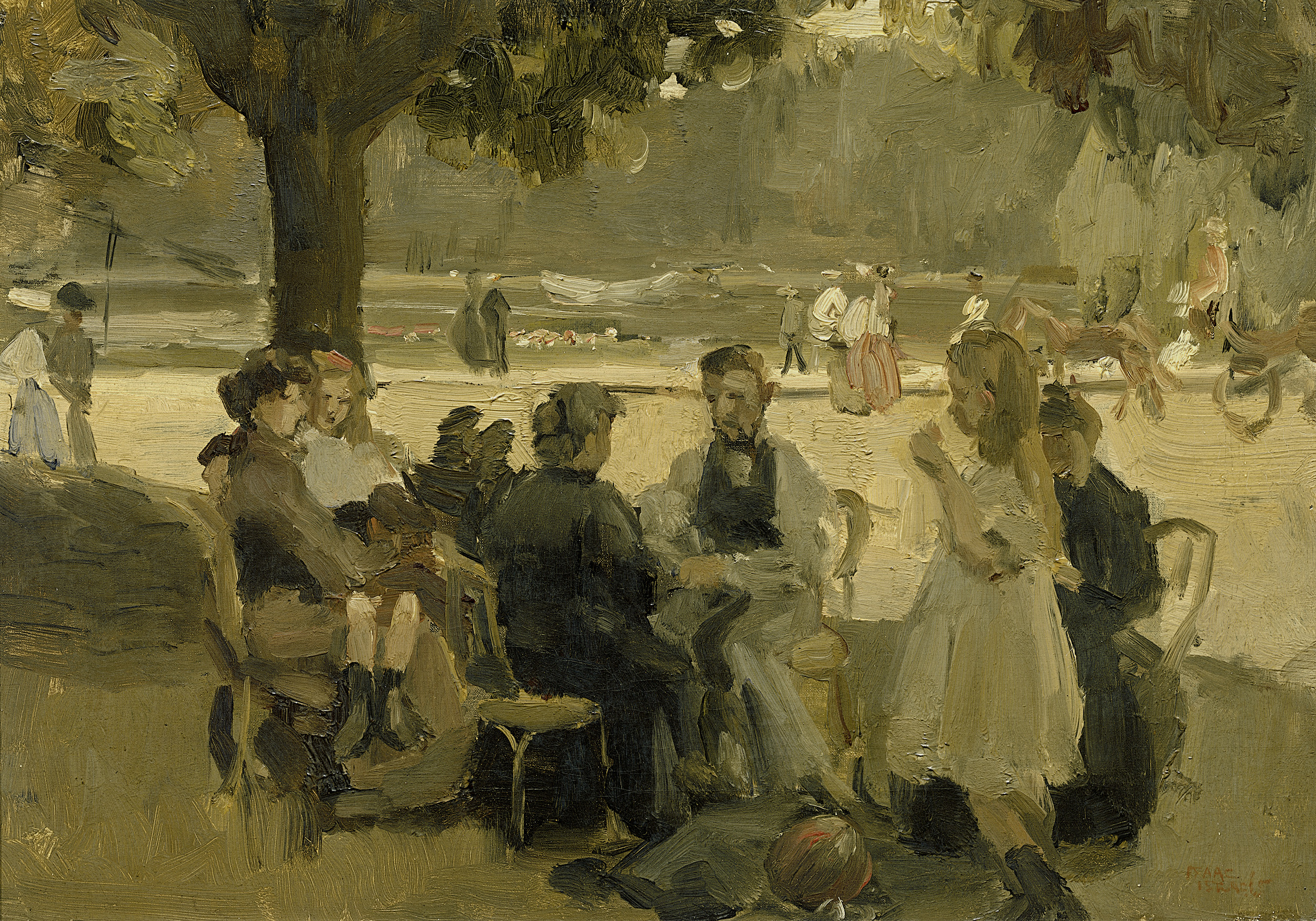
Al Bois de Boulogne, prop de París, oli sobre tela, 1906
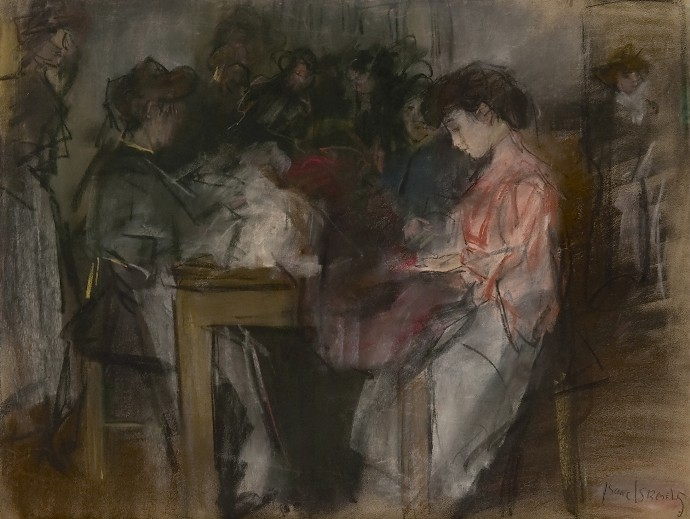
Modistes a l'Atelier Paquin, París, llapis i pastel sobre paper, c. 1904
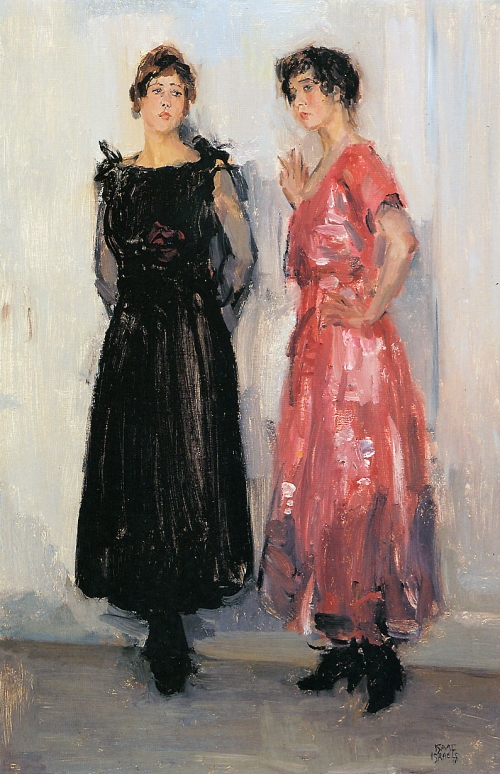
Dues models, Epi i Gertie, a la casa de modes Hirsch d'Amsterdam, c. 1916
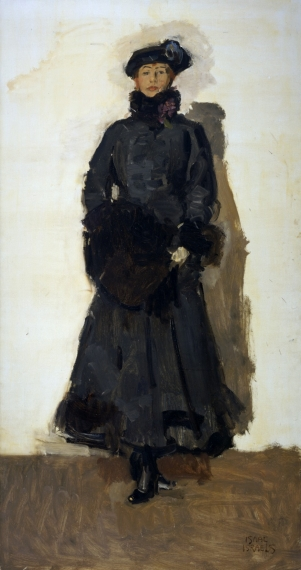
Mata Hari, 1916
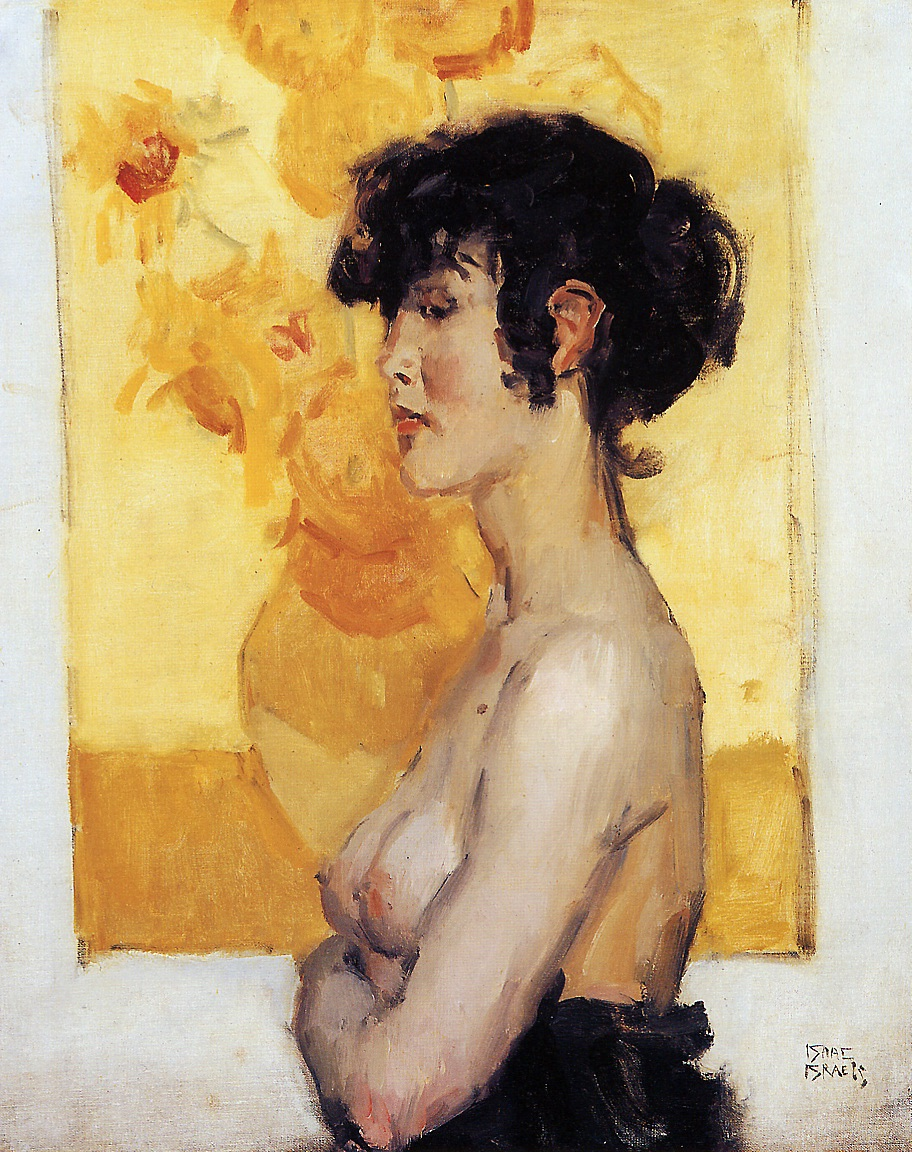
Dona davant "Els gira-sols" de Vincent van Gogh, c. 1917, Museu de Fundatie, Zwolle[a]
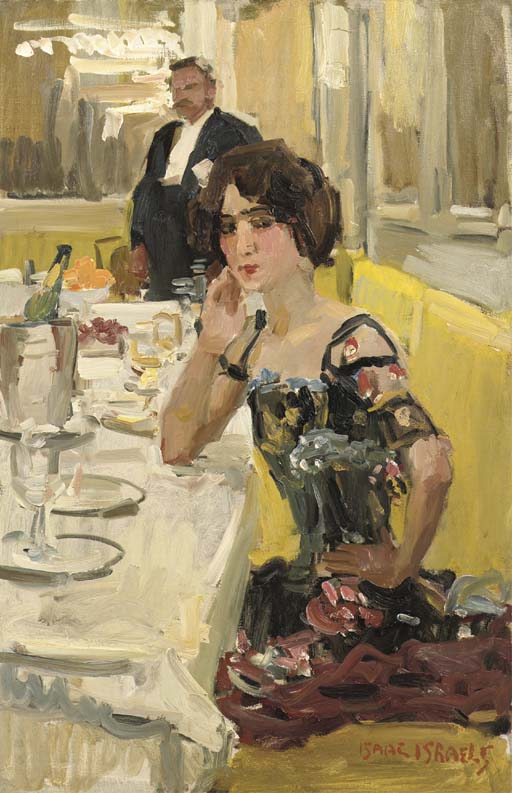
Una taula del Restaurant Le Perroquet, París, entre 1905 i 1923